# Doug Kern
Doug Kern, född den 10 juli 1963 i Fort Riley, Kansas, är en amerikansk seglare.
Han tog OS-silver i soling i samband med de olympiska seglingstävlingarna 1992 i Barcelona.